# Versorgungsmedizin-Verordnung
Die Versorgungsmedizin-Verordnung (VersMedV) löste zum 1. Januar 2009 die Anhaltspunkte für die ärztliche Gutachtertätigkeit im sozialen Entschädigungsrecht und nach dem Schwerbehindertenrecht (AHP) ab.

## Motive des Gesetzgebers
In Rechtsprechung und Literatur war wiederholt die Aktualität sowie die Normqualität der AHP kritisiert worden. Die Anhaltspunkte wurden vom Ärztlichen Sachverständigenbeirat – Sektion Versorgungsmedizin – beim Bundesgesundheitsministerium bearbeitet. Sowohl das Bundesverfassungsgericht als auch das Bundessozialgericht hatten insoweit bemängelt, dass es „weder für die AHP selbst noch für die Organisation, das Verfahren und die Zusammensetzung des dieses Regelwerk erarbeitenden und ständig überprüfenden Expertengremiums … eine Rechtsgrundlage im Sinne eines materiellen Gesetzes“ gegeben habe.
Deshalb hatte der Gesetzgeber mit dem Gesetz zur Änderung des Bundesversorgungsgesetzes und anderer Vorschriften des Sozialen Entschädigungsrechts vom 13. Dezember 2007 insoweit Abhilfe geschaffen, indem in § 30 Abs. 17 BVG eine diesbezügliche Verordnungsermächtigung geschaffen worden war, die am 21. Dezember 2007 in Kraft trat. Demnach wurde das Bundesministerium für Arbeit und Soziales ermächtigt, „im Einvernehmen mit dem Bundesministerium der Verteidigung und mit Zustimmung des Bundesrates durch Rechtsverordnung die Grundsätze aufzustellen, die für die medizinische Bewertung von Schädigungsfolgen und die Feststellung des Grades der Schädigungsfolgen im Sinne des Absatzes 1 maßgebend sind, sowie die für die Anerkennung einer Gesundheitsstörung nach § 1 Abs. 3 maßgebenden Grundsätze und die Kriterien für die Bewertung der Hilflosigkeit und der Stufen der Pflegezulage nach § 35 Abs. 1 aufzustellen und das Verfahren für deren Ermittlung und Fortentwicklung zu regeln.“
Gleichzeitig wurde der Begriff der Minderung der Erwerbsfähigkeit (MdE) durch den neuen Rechtsbegriff des Grads der Schädigungsfolgen (GdS) ersetzt. Damit soll zum Ausdruck gebracht werden, dass zwischen der auszugleichenden Schädigung und dem zu entschädigenden Gesundheitsschaden eine ursächliche (kausale) Beziehung bestehen muss. Die Änderung wurde hier zunächst nur im Bundesversorgungsgesetz vorgenommen; für den Bereich der gesetzlichen Unfallversicherung, wo zur Bemessung der Kompensation nach Eintritt eines Versicherungsfalls ebenfalls auf die MdE abgestellt wird, sollte sie in einem späteren Gesetzgebungsverfahren erfolgen.
Die insoweit zu erlassende Rechtsverordnung war also noch zu schaffen.

## Gesetzgebungsverfahren
Der Verordnungsentwurf war im Oktober 2008 in den Bundesrat eingebracht worden. Der Bundesrat stimmte in der Sitzung vom 28. November 2008 mit geringfügigen Änderungen zu. Die Verordnung wurde daraufhin am 10. Dezember 2008 ausgefertigt und im Bundesgesetzblatt I S. 2412 Nr. 57 vom 15. Dezember 2008 verkündet. Sie trat zum 1. Januar 2009 in Kraft.

### Aktualisierungen
Seither wurden von 2010 bis 2012 fünf Änderungs-Verordnungen in schneller Folge erlassen. Eine sechste Änderung steht an. Diese ist aber ins Stocken geraten nach verbreiteter heftiger Kritik des DBR, des DGB, von Schwerbehindertenvertretungen sowie per Petition mit über 26.000 Unterzeichnern am Änderungsentwurf 2018. Auch im Fachschrifttum wurde der in Teilen unausgereifte Entwurf kritisiert wegen Unvereinbarkeit mit höherrangigem Gesetzesrecht.

## Inhalt der Verordnung

### Beirat
Die Versorgungsmedizin-Verordnung (VersMedV) bestimmt zunächst, dass beim Bundesministerium für Arbeit und Soziales ein aus 17 Mitgliedern bestehender „unabhängiger ‚Ärztlicher Sachverständigenbeirat Versorgungsmedizin‘ … gebildet [werde], der das Bundesministerium für Arbeit und Soziales zu allen versorgungsärztlichen Angelegenheiten berät und die Fortentwicklung der Anlage entsprechend dem aktuellen Stand der medizinischen Wissenschaft und versorgungsmedizinischer Erfordernisse vorbereitet“ (§ 3 VersMedV). Auch die nähere Zusammensetzung des Beirats aus Versorgungsmedizinern und das Berufungsverfahren sowie weitere Vorgaben für die Beratungen des Gremiums werden dort geregelt. Die Mitglieder des Beirats sind ehrenamtlich tätig und können sich nicht vertreten lassen. Der Beirat beschließt mit einfacher Mehrheit bei einer Anwesenheit von mindestens 12 Mitgliedern (§ 4 VersMedV).
Diese Norm wurde zuletzt geändert zum 1. Januar 2018 wonach nun stets mindestens neun Stimmen für einen Beschluss benötigt werden, wie folgt: „Die Beschlüsse des Beirats werden mit einfacher Mehrheit der nach § 3 Absatz 2 berufenen Mitglieder gefasst.“

### Versorgungsmedizinische Grundsätze
Die näheren „Versorgungsmedizinischen Grundsätze“, nach denen sich die Bemessung des Grads der Schädigung bemisst und die die früheren „Anhaltspunkte“ seitdem ersetzen, sind in der Anlage zu § 2 der Verordnung enthalten. Sie sollen den bei der Verkündung „aktuellen Stand der medizinischen Wissenschaft unter Anwendung der Grundsätze der evidenzbasierten Medizin“ wiedergeben und zukünftig laufend von dem Beirat fortentwickelt werden. Es handelte sich dabei – mit geringfügigen Abstrichen – um die gleichen Grundsätze, die schon in den Anhaltspunkte aus dem Jahr 2008 enthalten waren.

## Anwendung der „Versorgungsmedizinischen Grundsätze“
Die Rechtsprechung hatte den Anhaltspunkten den Status eines „antizipierten Sachverständigengutachtens“ zugesprochen. Dies hatte zur Folge, dass eine Begutachtung, die auf sie gestützt worden war, nicht mit einem Gutachten im Einzelfall angegriffen werden konnte. Man konnte deshalb gegen eine Begutachtung meist nur vorgehen, indem man rügte, dass die AHP mit dem aktuellen Stand der medizinischen Wissenschaft nicht mehr zu vereinbaren seien, dass also eine veraltete Fassung dem Gutachten zugrunde gelegt worden war. Es ist davon auszugehen, dass diese Rechtsprechung auch für die „Versorgungsmedizinischen Grundsätze“ weiterhin Anwendung finden wird.